# John Poliquin
John „JP“ Poliquin (* 24. August 1986 in Vancouver) ist ein kanadischer Regisseur für Musikvideos, TV-Werbungen und Filme sowie Drehbuchautor.

## Leben
Poliquin wurde am 24. August 1986 in Vancouver geboren, wo er die Handsworth Secondary School besuchte.
Sein Werk als Regisseur für Musikvideos beinhaltet unter anderem Videos für Bands, wie Hedley, Finger Eleven, My Darkest Days, Theory of a Deadman, The New Cities, Paper Lions, Kardinal Offishall, Kardinal Offishall, Hey Ocean!, Victoria Duffield und State of Shock. Er führte außerdem Regie bei Videos für die Fernsehserie The Next Star, ausgestrahlt auf dem kanadischen Fernsehsender YTV.
Sein Debüt als Spielfilm-Regisseur gab Poliquin im Jahr 2012 bei dem Horrorfilm Grave Encounters 2. Er war den Drehbuch zu Spiral – Das Ritual (2019) beteiligt.
Sein Werk als Regisseur für Musikvideos wurde für den Juno Award, den MuchMusic Video Award, den East Coast Music Association Award, den PEI Music Award und den Leo Award nominiert.
Er lebt in Toronto.